# ОШ „Бранко Радичевић” Голубац
Основна школа „Бранко Радићевић” је просветна установа која се налази у североисточној Србији, Голупцу, на самој обали Дунава. Адреса школе је Рудничка 9.

## Историја
Школа је основана 1959. године. Име је добила по чувеном српском песнику Бранку Радичевићу.

## Објекти
Осим главног објекта,у склопу школе се налази и спортска хала која је изграђена за потребе школе и становника општине Голубац.
Школа је опремљена најновијом опремом за едукацију,а настава се одвија по специјализованим кабинетима.
2017. године је урађен анекс у коме се налазе помоћне просторије хале,а и друге просторије које се користе за различите намене(презентациона сала,канцеларија директора школе,наставничка зборница,итд…).
У оквиру просторија основне школе се привремено одвија и настава новоотворене гимназије.

## Успеси
Ђаци ове школе су традиционало увек били успешни на такмичењима,а и у даљем току образовања тако да данас широм Србије ради мноштво високообразованих људи који су били полазници ове школе.